# Morotripta
Morotripta is een geslacht van vlinders van de familie dominomotten (Autostichidae), uit de onderfamilie Symmocinae.

## Soorten
- M. argillacea Mey, 2011
- M. fatigata Edward Meyrick, 1917